# Onchocerca volvulus
Onchocerca volvulus es una especie de nemátodo que en un estado adulto habita en el tejido conjuntivo y subcutáneo de la piel. La hembra puede medir hasta 50 cm, mientras que el macho llega a 5 cm; generalmente forman ovillos encapsulado, donde puede haber más de una pareja de parásitos. Las microfilarias no tienen membrana envolvente y las masas nucleares no llegan hasta el extremo superior, su longitud varía entre 150 y 350 micras. Es responsable de la oncocercosis. 

## Ciclo de vida
Los parásitos adultos dan origen a las microfilarias, las cuales se movilizan por la dermis sin periodicidad especial; pueden invadir los ojos y ocasionalmente la sangre, ganglios linfáíicos o vísceras. De la piel son tomadas por la hembra del género Simulium más comúnmente por "Simulium damnosum", díptero hematófago que para alimentarse lesiona la piel y forma una pequeña laguna de sangre, que se observa como un punto rojizo. Las microfilarias que están en la dermis son succionadas con esta sangre y dentro del vector sufren transformaciones hasta llegar a larvas infectantes que se localizan en el aparato picador del insecto. En este caso, el vector insecto es la mosca negra, mientras que el huésped definitivo es el ser humano.

## Patología
La patología producida por los parásitos adultos consiste en nódulos subcutáneos llamados oncocercomas, que están formados por tres partes, una cápsula fibrosa periférica, otra intermedia fibrosa y celular vascularizada y en el centro los parásitos enrollados que pueden vivir 10 años o más. Después de muerto el parásito, el nódulo se vuelve más fibroso. La localización de las nodulaciones varía en las distintas zonas endémicas; en América predominan en la cabeza y el tronco, mientras que en África tienen cierta predilección por la parte pélvica, muslos y brazos, aunque se encuentran en cualquier parte de la piel. Por acción de las microfilarias y posiblemente por procesos alérgicos, se producen dermatitis, alteración de la pigmentación, hiperqueratosis, paquidermia, eczema, atrofia cutánea y fibrosis. Alrededor de las microfilarias muertas se forma un granuloma y un infiltrado de eosinófilos. En sangre circulante se pueden encontrar entre 15 y 50 % de eosinófilos. Las microfilarias invaden los ganglios linfáticos que se vuelven fibrosos y la obstrucción linfática, con linfadenitis, pueden causar hipertrofia de los tejidos y raramente elefantiasis. En la región inguinal se observa, en algunos casos, un crecimiento colgante.
Las microfilarias tienen una tendencia a invadir el globo ocular y producen patología oftálmica, con compromiso de la cámara anterior y el tracto uveal. La patogenia de dichas lesiones se atribuye a los productos tóxicos liberados al morir éstas y a reacciones de hipersensibilidad.

## Enfermedades clínicas
La oncocerciosis clínica se caracteriza por la afectación de la piel, el tejido subcutáneo, los ganglios linfáticos y los ojos. Las manifestaciones clínicas de la infección se deben a la reacción inflamatoria aguda y crónica frente a los antígenos liberados por la microfilaria conforme emigra a través de los tejidos. El período de incubación desde las larvas infecciosas hasta los gusanos adultos varía entre algunos meses y 1 año.
La parasitosis debuta con fiebre, eosinofilia y urticaria. Cuando los gusanos maduran, copulan y producen microfilarias, comienzan a aparecen nódulos subcutáneos que pueden encontrarse en cualquier parte del cuerpo. Esos nódulos son más peligrosos cuando aparecen en la cabeza y el cuello debido a las microfilarias pueden migrar hacia los ojos y causar daños graves con riesgo de ceguera. Se cree que la enfermedad ocular se debe a una combinación de la invasión directa por microfilarias y al depósito de complejos antígeno-anticuerpo en el seno de los tejidos oculares. El cuadro clínico evoluciona desde la conjuntivitis con fotofobia hasta la queratitis puntiforme y esclerosante. También es posible la enfermedad ocular interna, con uveítis anterior, coriorretinitis y neuritis óptica.
En la piel, el proceso inflamatorio conduce a pérdida de elasticidad y áreas de despigmentación, engrosamiento y atrofia. Diversas alteraciones cutáneas guardan relación con la presencia del parásito, entre las que cabe citar el prurito, hiperqueratosis, engrosamiento mixedermatoso y una forma de elefantiasis conocida como ingle colgante, que aparece cuando los nóduos que albergan al parásito se localizan en la proximidad de los genitales.
El 30 de julio de 2013, tras una campaña de 17 años en Colombia, la Organización Mundial de la Salud notificó la eliminación de esta enfermedad y de su transmisión.